# Ламаунтин, Джон
Джон Ламаунтин (Леймонт) (англ. John LaMountain; 1830—1870) — американский пионер воздухоплавания.

## Биография
Родился в 1830 году.
Не получив серьёзного образования, после ранней смерти отца Джон стал единственной опорой своей матери. В молодости ему удалось совершить несколько незначительных воздушных путешествий. Известный своими властными и спорными манерами, он не считался авторитетом среди американских аэронавтов. В 1859 году известный американский воздухоплаватель Джон Уайз пригласил Леймонта для участия в попытке пересечь Атлантический океан на большом воздушном шаре Уайза, названного Atlantic. Путешествие началось 1 июля из Сент-Луиса, штат Миссури, вместе с несколькими пассажирами. Ночью они миновали штаты Иллинойс и Индиана, утром достигли штата Огайо. Затем воздушный шар проследовал через озеро Эри, штат Нью-Йорк и достиг озера Онтарио, где попал в шторм, стропы запутались и он был вынужден совершить посадку в Хендерсоне, штат Нью-Йорк. Затратив на путешествие 19 часов и 50 минут, воздухоплаватели преодолели путь в 1150 миль (или 826 миль по прямой). Воздушный шар был сильно поврежден, партнерство двух аэронавтов распалось, Atlantic перешёл в собственность Леймонта.
В сентябре 1859 года Джон Леймонт совершил новый полёт на этом же шаре вместе с газетчиком Джоном Хэддоком (John Haddock) из Уотертауна, штат Нью-Йорк, через штаты Миннесота и Мичиган. Снова против полета сработала погода. Ночью воздушный шар следовал над канадской пустынной местностью, пассажиры сели на землю и следующие четыре дня провели в пустынной местности, пока не встретили лесорубов (в 150 милях к северу от Оттавы), которые помогли им найти дорогу в ближайший населённый пункт.
Во время Гражданской войны в США, в 1861 году, Леймонт отправился в Вашингтон в надежде на то, что ему удастся устроиться на должность главного аэронавта Армии Союза. На эту должность претендовали и другие пионеры воздухоплавания США. Хотя Джон Леймонт не посещал государственные кабинеты, он был принят на службу к генерал-майору Бенджамину Батлеру в форт Монро. Леймонт использовал в своей работе старый воздушный шар Atlantic, пока ему не предоставили новый воздушный шар под названием Saratoga. В конце концов во время бури он потерял этот воздушный шар. 3 августа 1861 года Леймонт совершил первый подъём на воздушном шаре на реке Джеймс с военного буксира «Fanny», чтобы наблюдать за батареями Конфедерации на полуострове Sewell's Point, штат Виргиния.
Когда Батлер был освобожден от командования фортом Монро, Леймонт тоже потерял свою должность и в 1862 году был назначен инженером-аэронавтом в Потомакскую армию под командованием другого американского аэронавта — Тадеуша Лоу. Любящий спорить Джон Леймонт боролся с Лоу, пытаясь дискредитировать его и занять его место. Но Лоу был на хорошем счету у генерала Джорджа Макклеллана, и когда разногласия между двумя аэронавтами стало критичными, Макклеллан уволил Леймонта со службы. Порвав связь с армией, он  время от времени совершал воздушные подъемы, но о нем больше ничего не было слышно публично.
Умер 14 февраля 1870 года.